# ストーンエイジ作戦
ストーンエイジ作戦（ストーンエイジさくせん、英語：Operation Stoneage または Operation Stone Age）は、第二次世界大戦中の1942年11月16日から20日にかけて実施された地中海のマルタ島への増援輸送作戦。8月に実施されたペデスタル作戦に続いて連合国軍はマルタ島への補給に成功し、これによって枢軸軍によるマルタ包囲網は崩壊した。

## 概要
4隻の輸送船からなる輸送船団MW13は11月16日にアレキサンドリアから出航し、巡洋艦と駆逐艦からなる護衛艦隊およびエジプトとキレナイカ（リビア東部）の連合国軍に占領された飛行場から飛来した航空機による24時間体制の上空警戒によって護衛された。船の目的地を偽装するために、紅海のポートスーダンで物資を積載した船もいた。
ジブラルタルからの補完的な船団は、連合国軍の第1軍がトーチ作戦でモロッコとアルジェリアに上陸し（11月8日〜16日）、アルジェリア沿岸で進軍が予想よりも遅れたため中止された。MW13船団は、アフリカの海岸からベンガジまで西に約40海里（46マイル; 74 km）を航海し、その後マルタ島に向けて北へ変針した。リビア沿岸に沿って行われていた枢軸軍の撤退は、ドイツのエニグマ暗号機を解読したブレッチリー・パークの暗号解読者たちによって監視されていた。暗号解読により、ドイツ・イタリア装甲軍が連合国に反撃する能力がないことが明らかとなった。
11月18日の夕暮れ時、枢軸軍の雷撃機によって投下された魚雷が軽巡洋艦「アリシューザ」（HMS Arethusa,26）の艦橋前方に命中、乗員156名が戦死した。「アリシューザ」は、最初は後ろ向きに曳航され、次いで機関1基で後進を続けながらゆっくりとアレキサンドリアに戻った。MW13船団は11月20日午前1時30分にマルタ島へ到着し、これをもって2年半に亘って繰り広げられたマルタ攻囲戦は終わりを告げた（1940年6月11日～1942年11月20日）。

## 背景
海軍の多大な損失と1942年の夏に地中海中央部の支配権を枢軸軍に握られていたにもかかわらず、イギリス軍はマルタ島を保持することができた。石油タンカー「オハイオ」を含むペデスタル作戦（8月3日～8月15日）で生き残った船は、マルタ島を拠点としたイギリス海軍の潜水艦や航空機による作戦を再開させるのに十分な燃料、物資、軍需品を届けることに成功した。潜水艦や、ブリストル・ボーファイターに護衛されたブリストル・ボーフォート雷撃機は、ブレッチリー・パークからのウルトラ情報を通じ連合国に察知されたタンカーを主とする枢軸軍補給船団を定期的に攻撃した。9月、エジプトにいたアフリカ装甲軍は、24,000ロングトン（24,385トン）の燃料を含む100,000ショートトン（90,718トン）の物資補給を阻止された。
枢軸軍の物資輸送における損失は、アラム・エル・ハルファの戦い（8月30日～9月5日）と第二次エル・アラメインの戦い（10月23日～11月11日）でアフリカ装甲軍を拘束した機動力の低下をもたらした。また装甲軍が後退するにつれ、連合軍にとって脅威であった枢軸側空軍は頻繁に飛行場を変更することで能力を維持しなければならなかった。
以前のマルタ島への輸送船団はクレタ島、次いでシチリア島から飛来する枢軸軍機の脅威と戦わなければならなかったが、第二次エル・アラメインの戦いの後、キレナイカからの攻撃の脅威は大幅に減少した。アフリカ装甲軍が西方に撤退したため、連合国軍は今までドイツ空軍やイタリア空軍が船団攻撃に使用していた枢軸軍航空基地を手中に収めたからである
。また、枢軸側空軍は航空燃料の不足、リビアからチュニジアへ撤退する地上部隊支援の必要性によってその行動を大きく制約された。
イギリス海軍は、イタリア王国海軍の存在をマルタ島への補給船団にとって最も深刻な脅威であると見なしていた。イタリア側は戦艦6隻を保有し、そのうち3隻は近代的なリットリオ級で、さらに重巡洋艦2隻、軽巡洋艦5隻、少なくとも20隻の駆逐艦がいた。3隻のリットリオ級戦艦は11月11日にナポリに移動したが、それでもマルタへの船団に対して出撃するのに十分な距離にあった。巡洋艦のうち5隻はマルタ島に近いシチリア島のメッシーナにいた。しかしながら、やがてこれらの脅威は深刻なものではないということが判明した。多くの大型艦は燃料の不足により港に留まっていたうえに、トーチ作戦で連合国軍がアルジェリアに上陸すると、枢軸軍の海上戦力の注意はそちらに向けられ、地中海東部に配置された艦艇は僅かであった。そこでイギリス軍は戦局が連合国軍側に有利に傾きつつある状況を鑑み、マルタ島へ新たな輸送船団を派遣することを決めた。

## マルタ島への補給
8月にペデスタル作戦で大規模な輸送が実施されて以降、11月にストーンエイジ作戦が行われるまでのマルタ島への補給活動は比較的小規模なものであった。10月、ジブラルタルから来た潜水艦「パーシアン」（HMS Parthian, N75）と「クライド」（HMS Clyde, N12）、「ロークウァル」（HMS Rorqual, N74）は、地中海東部のベイルートから2度の往復で、航空機用燃料、食料、石油、魚雷をマルタ島に運んだ。また、戦闘機をマルタ島に補給するクラブランの一環として、トレイン作戦ではスーパーマリン・スピットファイア戦闘機27機がマルタ島に輸送された（10月28日～10月30日）。
11月1日から3日まで、「パーシアン」と「クライド」がより多くの物資を輸送するとともに、護衛なしの輸送船をマルタ島に向かわせる無謀な試みが2回行われた。輸送船「エンパイア・パトロール」は11月1日にアレキサンドリアを出発し、燃料と食料を積んで駆逐艦に護衛され、キプロス東方ではトルコの船になりすまし、マルタ島に向かうときはイタリアの旗を掲げた。単船航行中だった11月2日の正午頃、Do 217爆撃機が船の上空を一周し、さらに潜水艦の潜望鏡が発見されるにおよび、船長は輸送を中止してファマグスタへの帰投を命じた。
もう一つの試みであるクラッパー作戦は、民間船を装った2隻の補給船が輸送船団KMS1と共にジブラルタルに向けて出航して開始され、その後、ヴィシー政権が通過を阻止できないことを期待してマルタ島へ向かった。だが、補給船はボン岬の沿岸砲に砲撃され臨検を受けた。両船の船長は目的地を誤魔化そうと試みたが、結局補給船はビゼルトで抑留されてしまった。計画がいずれも失敗した後、高速なアブディール級敷設巡洋艦「マンクスマン」（HMS Manxman, M70）は11月10日にアレキサンドリアから出航し、2日後に粉ミルク、穀物、食肉を積載してマルタ島に到着した。同日、輸送を完了したマンクスマンはボン岬沖に敷設する機雷を積むためにジブラルタルに向けて出航した。姉妹艦である「ウェルシュマン」（HMS Welshman, M48）はトーチ作戦のために北アフリカへ物資を運ぶ輸送船団から離脱し、11月18日にマルタ島へ到着した。

## 作戦経過

### 連合国空軍の活動
ストーンエイジ作戦に参加する輸送船団へ効果的な上空援護を提供することを目的として、3個偵察飛行隊、3個対潜飛行隊、4個雷撃飛行隊、および双発戦闘機装備の1個長距離飛行隊を擁するイギリス海軍とイギリス空軍の統合作戦室が第201海軍共同作戦集団本部に設置された。航空司令部エジプト（AHQ Egypt）と砂漠航空軍（DAF）は、ベンガジの西40海里（46 マイル; 74 km）の南北線にマルタからの戦闘機に引き継ぐため単発戦闘機を配置した。またアメリカ陸軍航空隊のB-24重爆撃機もガンブットで支援の準備ができていた。
マルタ島では、イギリス空軍は輸送船団護衛のために複合写真、偵察、および空対艦（ASV）レーダー装備の偵察飛行隊を維持し、麾下に雷撃機2個飛行隊、3個長距離双発飛行隊および5個の単発戦闘機飛行隊、そして10月19日から20日にかけての夜にシチリア島で枢軸軍飛行場を襲撃するための夜間爆撃飛行隊を擁した。出航から3日目の日の出前には、輸送船団はマルタ島を拠点とする戦闘機の航続圏内にいると予想された
。

### 枢軸軍の状況
地中海における枢軸軍の指揮系統は、上部では特定に人物に集中している一方、下部レベルでは分断されていた。例えばベニート・ムッソリーニは1933年以来、陸軍大臣、海軍大臣、空軍大臣に就任することにより、イタリア軍に対する権威を独占していた。他方、ドイツ空軍の元帥アルベルト・ケッセルリンクは、地中海戦域でドイツの地上部隊を南方総軍（OberbeehlshaberSüd、OBSüd）として指揮していたが、北アフリカにおける枢軸軍の作戦やリビアへの輸送船団の編成については権限を持っていなかった。また、第2航空軍団（FliegerkorpsII）と第10航空軍団（FliegerkorpsX）は、ケッセルリンクではなく通常のドイツ空軍の指揮系統に従属していた。1941年11月以来、ケッセリンクはイタリア海軍司令部（Marinekommando Italien）の名目上の長として、地中海でのドイツ海軍作戦の実施にある程度の影響力を行使していたが、これも実際のところドイツ海軍の指揮系統に従属していた。
ドイツ軍内の競争は協力を妨害し、地中海におけるドイツ軍・イタリア軍間における努力の統一はほとんどなかった。ケッセリンクは、ドイツ軍とイタリア軍による合同作戦の計画を調整する権限と、北アフリカへの輸送船団を保護するためのイタリア空軍の使用に何らかの影響を与える権限しか持ち合わせていなかった。さらにイタリア海軍も、その作戦を統合しようとするすべてのドイツ側の試みに抵抗した。異なる戦隊の艦艇は一緒に訓練されることはなく、海軍最高司令部（Supermarina）は常に下位レベルの司令官たちを支配していた。

### 船団の編成
ストーンエイジ作戦に参加する輸送船団MW13は、イギリス船「デンビーシャー」（8,393トン）、オランダ船「バンタム」（9,312トン）、アメリカ船「ロビン・ロックスリー」（7,000トン）、および「モーマックムーン」（7,939トン）の4隻の輸送船で構成されていた。護衛の中核として、第15巡洋艦戦隊（アーサー・パワー少将指揮）の軽巡洋艦「アリシューザ」（HMS Arethusa, 26）と「オライオン」（HMS Orion, 85）、防空巡洋艦「ダイドー」（HMS Dido, 37）、「ユーライアラス」（HMS Euryalus, 42）、「クレオパトラ」（HMS Cleopatra, 33）からなる巡洋艦5隻が参加。また巡洋艦には、第14駆逐艦戦隊の駆逐艦「ジャーヴィス」（HMS Jervis, G00）、「ジャヴェリン」（HMS Javelin, G61）、「ケルヴィン」（HMS Kelvin, G37）、「ヌビアン」（HMS Nubian, G36）、「パケナム」（HMS Pakenham, G06）、「パラディン」（HMS Paladin, G69）、「ペタード」（HMS Petard, G56）が同行した。さらに第12駆逐艦戦隊の駆逐艦「アルデンハム」（HMS Aldenham, L22）、「ビューフォート」（HMS Beaufort, L14）、「ベルヴォア」（HMS Belvoir, L32）、「クルーム」（HMS Croome, L62）、「ダルヴァートン」（HMS Dulverton, L63）、「エクスムーア」（HMS Exmoor, L08）、「ハーワース」（HMS Hurworth, L28）、「ハースレイ」（HMS Hursley, L84）、「テトコット」（HMS Tetcott, L99）、ギリシャ海軍の「ピンドス」（Pindos）からなるハント級駆逐艦10隻が支援を提供した。
安全上の理由から「バンタム」と「デンビーシャー」はポートスーダンで貨物を積載し、船橋と銃座には防護用の土嚢が積まれた。船団はスエズ湾で合流して11月15日にスエズ運河に入り、11月16日にポートサイドに寄港して追加の弾薬を積み込んだ後、午後4時に地中海へ入った。船団はポートサイドを出港してから2日間、連合国軍の単発戦闘機の航続圏内であるキレナイカ沿岸部沖約40海里（46 マイル; 74 km）をたどり、夕暮れ時に合わせてベンガジ北方で北へ変針してマルタ島へ向かった。

### 陸上での動き
第8軍は、トーチ作戦が開始されたのと同じ11月8日にマルサ・マトルーフを奪還した。同日、輸送船団がアレキサンドリアからマトルーフに向けて出航した。輸送船団MW13はトブルクの飛行場が奪還されるまで出航する予定はなく、デルナ近くのマートゥバ空軍基地が11月17日までに運用可能になることが期待されていた。11月11日、DAFの偵察機が11月12日と13日に占領されることになるバルディアとトブルクからの枢軸軍の撤退行動を発見した。最初の連合軍の護送船団は11月19日にトブルクに到着した。
枢軸軍の燃料不足とベンガジで利用可能な備蓄により、後退はアフダル山地北の海岸道路（バルビア経由）に沿って続く可能性が高く、11月11日までにはウルトラ情報により枢軸軍には4日または5日分の燃料しか残されていないことが判明した。ベンガジに向かう燃料タンカーを失ったことで悪化した燃料事情により、枢軸軍にはアフダル山地の南を通りイギリス軍を迂回するルートを取ることについてかなりの懸念があった。ガザラの飛行場は11月17日までにDAFによって開放され、マートゥバの飛行場も11月19日から運用開始された。それらの飛行場から飛来した陸上機が船団を護衛した。

### 11月16日～18日
MW13船団はスエズ運河を通過し始め、11月16日午後にポートサイドへ到着した。その日の夕方、船団は第15巡洋艦戦隊と第14駆逐艦戦隊による護衛の下でポートサイドを出港した。11月17日にアレキサンドリア沖で第12駆逐艦戦隊のハント級駆逐艦10隻が船団に加わり、軽巡洋艦と駆逐艦はアレキサンドリアで給油を行った。対潜哨戒のために、南アフリカ空軍第15飛行隊のブリストル・ビスリー、オーストラリア空軍第439飛行隊のロッキード・ハドソン、および艦隊航空隊第815海軍航空隊のフェアリー・ソードフィッシュによって24時間の哨戒飛行が実施された。さらに、夜明けと日没に近い時間帯には第252飛行隊のブリストル・ボーファイターが船団周辺をパトロールした。
正午の直前に、ユンカースJu 88爆撃機の編隊が船団を攻撃したが、オーストラリア空軍第450飛行隊のカーチス・キティホークに追い払われた。その日の残りの時間、船団への攻撃は行われなかった。日が落ち、「ユーライアラス」を除く巡洋艦と駆逐艦が船団から離れると、両方のグループが雷撃機による攻撃を受けた。輸送船に被害はなかったが、軽巡洋艦「アリシューザ」は艦橋前に魚雷が命中し、煙を上げながら左舷に傾斜した。乗員156名が戦死、さらに負傷者が発生しその多くが酷い火傷を負った。「アリシューザ」は駆逐艦「ペタード」によって艦尾から曳航されながら、「ジャーヴィス」と「ジャヴェリン」の護衛の下でアレキサンドリアに引き返した。

### 11月19日～20日
夜が明けると、巡洋艦と駆逐艦はマルタ島からのボーファイターおよびスピットファイアによる上空援護を受けた船団に再び加わった。リビアのガンブット（カンブット）から飛来した第203飛行隊のマーティン・バルティモア偵察爆撃機6機は、船団が北上した際に前路を飛行した。水上艦と航空機間の調整は、より良い訓練とVHF無線電話の利用によって大幅に改善され、海空の間で交信距離延長とより良い受信環境を提供することができた。
マルタ島から80海里（92マイル; 150km）に到達した午後2時に、第15巡洋艦戦隊と駆逐艦が船団から分離してアレキサンドリアに引き返した。輸送船、「ユーライアラス」と第12駆逐艦戦隊は、マルタ島から来た掃海艇「スピーディ」（HMS Speedy, J17）と他の地元の小型艇による護衛を受けつつ、11月20日の午前1時30分に住民や守備隊の歓声を浴びながらマルタ島グランド・ハーバーに入港した。物資の荷揚げは午前3時に始まり、これによってマルタ島の包囲は11月26日までに大幅に緩和された。枢軸軍の航空機は船を爆撃しようと試みたが、デンビーシャーのガソリン蒸気による火災はより危険であった。

## 結果

### 評価
1962年、イギリス海軍の公式歴史家であるスティーブン・ロスキルは、ストーンエイジ作戦の船団到着によりマルタ島の2年間に亘った包囲が終わったと記している。本作戦で一定の物資が輸送されたことで、潜水艦は輸送任務から攻撃作戦に移された。11月末には、マルタ島に第821海軍航空隊（フェアリー・アルバコア装備）や、軽巡洋艦2隻（「ダイドー」、「ユーライアラス」）および4隻の駆逐艦からなるK部隊がそれぞれ配備され、程なく高速魚雷艇部隊も続いた。12月1日になると、別の巡洋艦と駆逐艦がアルジェリアのボーヌを拠点に活動を開始し、海軍が両方向からチュニジアへの枢軸軍補給船団を攻撃できるようになった。
2003年、リチャード・ウッドマンは、ストーンエイジ作戦によって35,000ショートトン（31,751トン）の物資が届けられたとしている。これにより、マルタ島は12月中旬まで持ちこたえることが可能になった。
第8軍は11月20日にベンガジへ入城した後、枢軸軍をエジプトとキレナイカから完全に追放した。チュニジアでは第1軍がビゼルトから約40マイル（64km）にあり、次の前進に備えていた。一連の陸上における連合軍の成功によって輸送船団は以前に比べてはるかに安全になり、次に行われたマルタ船団であるMW14船団（ポートカリス作戦）は12月5日に無事にマルタ島へ到着した。

### 損害
ストーンエイジ作戦中の損害について、イギリス海軍は被雷した軽巡洋艦「アリシューザ」の乗員156名が戦死、主に火傷である重傷者が発生したほか、イギリス空軍はスピットファイア戦闘機3機を含む航空機5機を失った。